# Miloslav Roľko
Miloslav Roľko (Bratislava, 13 ottobre 1960) è un ex nuotatore cecoslovacco, dal 1993 slovacco.

## Carriera
Specializzato nei 100m e 200m dorso, ha vinto una medaglia d'oro ai campionati europei.

## Palmarès
- Europei

19771 - Jönköping: oro nei 100m dorso e argento nei 200m dorso.
- Universiadi

1981 - Bucarest: bronzo nei 100m farfalla.